# Andreas Pflüger (Autor)

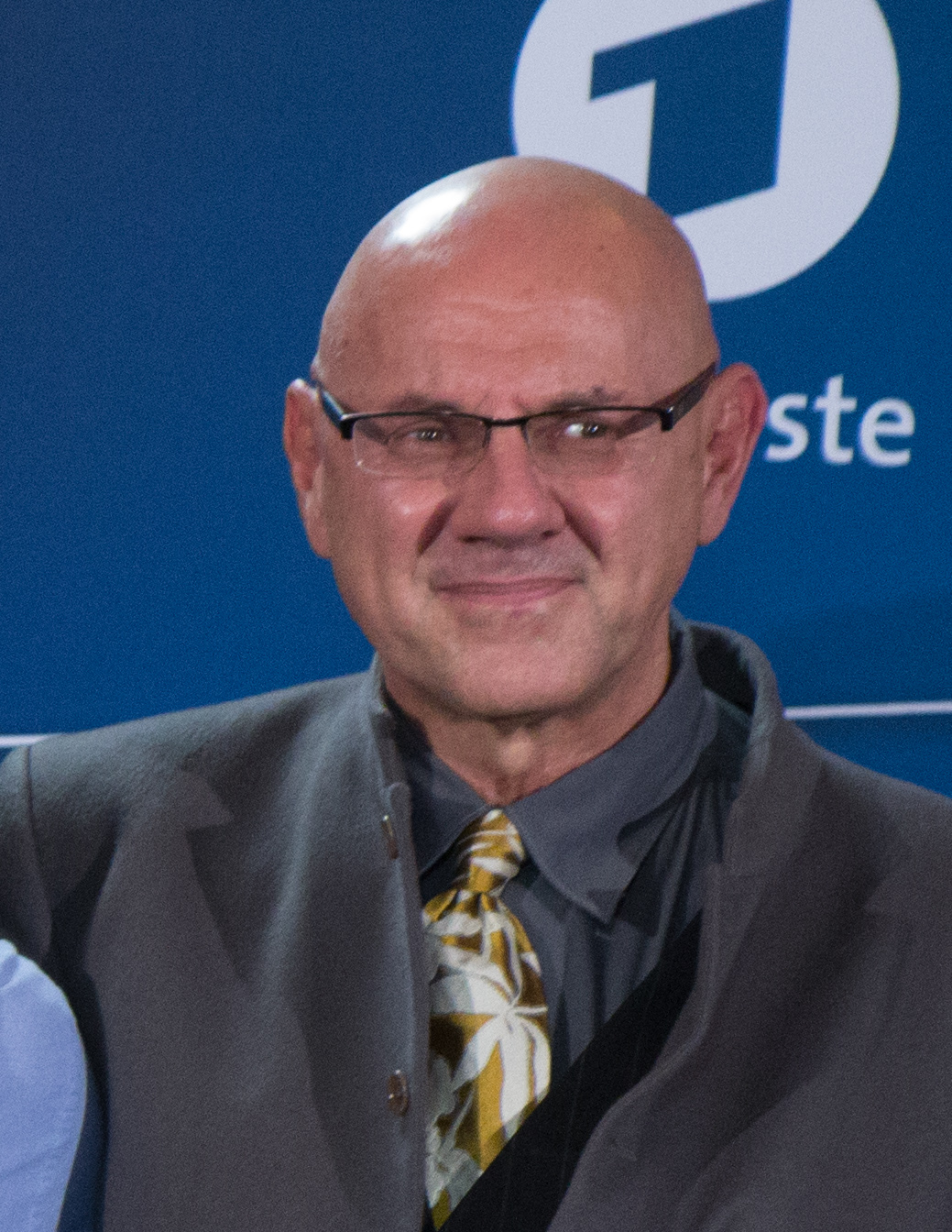
Andreas Pflüger (2017)

Andreas Pflüger (* 15. Oktober 1957 in Bad Langensalza) ist ein deutscher Schriftsteller und Verfasser von Hörspielen, Theaterstücken, Drehbüchern und Romanen.

## Leben und Werke
Andreas Pflüger wuchs in Saarbrücken auf und studierte dort sowie in Berlin Theologie, Germanistik und Philosophie – ohne Abschluss. Ab 1982 entstanden erste Prosa- und Lyrikarbeiten, die in Zeitschriften veröffentlicht wurden. 1987 gründete er gemeinsam mit Stefan Warmuth die Comédie Berlin und produzierte zahlreiche Theater- und Revueproduktionen. Auch intensivierte Pflüger in diesen Jahren seine Hörspielarbeit, die mit In der Nacht sind alle Taxen grau begonnen hatte. Theaterarbeiten kamen dazu, u. a. das Zweipersonen-Stück Herrengold, das mit Günter Lamprecht und Claudia Amm im Berliner Renaissance-Theater uraufgeführt wurde. In der Folgezeit inszenierte Pflüger Dokumentarfilme – Fünf Jahre – Ein Leben, Mein großer Bruder, Jugend in Auschwitz – und schrieb vor allem Drehbücher. Seine Arbeiten wurden mehrfach ausgezeichnet.
Pflüger schrieb die Romane Operation Rubikon (2004), Endgültig (2016), Niemals (2017), Geblendet (2019) und Ritchie Girl (2021). 2013 verfasste er zusammen mit Murmel Clausen das Drehbuch zu dem ersten Event-Tatort Die Fette Hoppe mit Nora Tschirner und Christian Ulmen in den Hauptrollen. Bis 2019 folgten sieben weitere Bücher für den Tatort Weimar zusammen mit Clausen, dann verabschiedete sich Pflüger aus der Partnerschaft.
Unter den Pseudonymen Paul Grün und Anatol Roth schrieb Pflüger außerdem immer wieder für Fernsehserien, darunter zahlreiche Folgen für Im Namen des Gesetzes und Großstadtrevier, sowie – unter seinem richtigen Namen – für Ein Fall für zwei.

### Theaterstücke (Auswahl)
- In der Nacht sind alle Taxen grau
- Herrengold

### Hörspiele (Auswahl)
- Tourist Berlin
- Tote zahlen später
- Hanna – oder der lange Abschied vom kurzen Glück
- Das Bouillabaisse-Komplott
- Eigentlich müßte ich sagen, Auschwitz ist meine Heimat

### Drehbücher (Auswahl)
- 1994: Tatort: Die Sache Baryschna
- 1996: Tatort: Krokodilwächter
- 1997: Tatort: Mordsgeschäfte
- 1998: Tatort: Blick in den Abgrund
- 2000: Tatort: Blüten aus Werder
- 2000: Die Tränen der Kleopatra
- 2001: Liebesgrüße aus Palma (zusammen mit Pim G. Richter)
- 2001: Tatort: Totenmesse
- 2001: Tatort: Berliner Bärchen
- 2002: Operation Rubikon
- 2003: Tatort: Die Liebe und ihr Preis
- 2004: Das falsche Opfer
- 2004: Der neunte Tag (zusammen mit Eberhard Görner)
- 2004: Tatort: Waidmanns Heil
- 2005: Endlich Urlaub!
- 2005: Tatort: Feuertaufe
- 2006: Tatort: Sonnenfinsternis
- 2006: Tatort: Schlaflos in Weimar
- 2007: Strajk – Die Heldin von Danzig
- 2008: Tatort: Ausweglos
- 2008: Tatort: Blinder Glaube
- 2008: Tatort: Unbestechlich
- 2008: Die Frau des Frisörs
- 2009: Tatort: Bittere Trauben
- 2009: Tatort: Falsches Leben
- 2012: Polizeiruf 110: Raubvögel
- 2013: Tatort: Die Fette Hoppe (zusammen mit Murmel Clausen)
- 2014: Tatort: Türkischer Honig[2]
- 2014: Der Geruch von Erde
- 2015: Tatort: Der Irre Iwan (zusammen mit Murmel Clausen)
- 2016: Tatort: Der treue Roy (zusammen mit Murmel Clausen)
- 2017: Tatort: Der scheidende Schupo (zusammen mit Murmel Clausen)
- 2017: Tatort: Der wüste Gobi (zusammen mit Murmel Clausen)
- 2018: Tatort: Die robuste Roswita (zusammen mit Murmel Clausen)
- 2019: Tatort: Der höllische Heinz (zusammen mit Murmel Clausen)
- 2019: Tatort: Die harte Kern (zusammen mit Murmel Clausen, Sebastian Kutscher & Deniz Yildiz)[3]

### Dokumentarfilme (Auswahl)
- 1994: Fünf Jahre – Ein Leben
- 1995: Jugend in Auschwitz
- 1997: Mein großer Bruder

### Romane
- 2004: Operation Rubikon, F.A. Herbig, ISBN 3-7766-2385-3.
  - 2020: Neuauflage: Operation Rubikon, Suhrkamp Verlag, Berlin, ISBN 978-3-518-47051-0.
- Trilogie um Jenny Aaron
  - 2016: Endgültig, Suhrkamp Verlag, ISBN 978-3-518-42521-3.
    - Taschenbuch: Suhrkamp Verlag 2017, ISBN 978-3-518-46770-1.

  - 2017: Niemals, Suhrkamp Verlag, Berlin, ISBN 978-3-518-42756-9.
    - Taschenbuch: Suhrkamp Verlag 2019, ISBN 978-3-518-46940-8.

  - 2019: Geblendet, Suhrkamp Verlag, Berlin, ISBN 978-3-518-42895-5.
- 2021: Ritchie Girl, Suhrkamp Verlag, Berlin, ISBN 978-3-518-43027-9.
- 2023: Wie Sterben geht. Thriller. Suhrkamp Verlag, Berlin, ISBN 978-3-518-43150-4.
- 2023: Herzschlagkino. 77 Filme fürs Leben. Arche Literatur Verlag, Zürich, ISBN 978-3-7160-0001-4.